# 比爾遜膜首鱈
比爾遜膜首鱈，為輻鰭魚綱鱈形目鼠尾鱈科的其中一種，分布於西大西洋墨西哥灣、佛羅里達海峽至巴西里約熱內盧海域，屬深海底棲性魚類，深度400-900公尺，體長可達15公分，棲息在底層水域，生活習性不明。

## 扩展阅读
維基物種上的相關：比爾遜膜首鱈